# Joseph Legros
Joseph Legros (Monampteuil, 7 de septiembre de 1739 – La Rochelle, 20 de diciembre de 1793) fue un tenor francés.
Niño del coro en la catedral de Laon, se distinguió por su bella voz, de forma que más tarde el director de la ópera de París lo hizo debutar en ella en 1764, siento la ópera de Gluck, Orfeo y Eurídice, una de las obras en las que alcanzó mayores éxitos. También se dedicó a la composición, debiéndosele, con la colaboración con Léopold-Bastien Desormery la música de Hylas et Eglé, obra que representó en dicha ópera.